# So Hyun Kyung
So Hyun-kyung (1965) es una guionista de televisión de Corea del Sur. Es conocida por escribir los dramas televisivos Sorpresas del destino (2009), Prosecutor Princess (2010), 49 Days (2011), Seoyoung, My Daughter (2012), y Two Weeks (2013).

## Filmografía
- Golden Hour (TBA, 2020)[3]
- Mi vida dorada'' (KBS2, 2017)
- Veinte otra vez (tvN, 2015)
- Two Weeks (MBC, 2013)
- Seoyoung, My Daughter (KBS2, 2012-2013)
- 49 Days (SBS, 2011)
- Prosecutor Princess (SBS, 2010)
- Sorpresas del destino (SBS, 2009)
- MBC Best Theater "The Taste of Others" (MBC, 2006)
- How Much Love? (MBC, 2006)
- She (SBS, 2005-2006)
- MBC Best Theater "Crying in the Glow of Sunset" (MBC, 2005)
- A Saint and a Witch (MBC, 2003-2004)
- Everyday with You (MBC, 2001-2002)

## Premios
- 2013 APAN Star Awards: Mejor escritora (My Daughter Seo-young, Two Weeks)